# Confederación Perú-Boliviana
La Confederación Perú-Boliviana fue una confederación constituida por tres estados: el Estado Nor-Peruano, el Estado Sud-Peruano —estados que surgieron de la división de la República Peruana, a causa de la Guerra civil de 1834 y la guerra entre Salaverry y Santa Cruz— y el Estado Boliviano.  Los límites geográficos variaron con el tiempo, con la Anexión territorial de Tarija. También contaba con territorios indígenas autónomos de facto, como Iquicha. La Confederación estuvo bajo el mando supremo del mariscal Andrés de Santa Cruz, quien asumió el cargo de supremo protector en 1836, mientras era presidente de Bolivia (1829-1839). 

Nunca tuve dudas, yo quería una sola nación desde Tumbes hasta Tarija, quería que el incario y el virreinato fueran en la República lo que fueron siempre, el árbitro de América del Sur, el árbitro del Pacífico, el árbitro entre la Confederación Argentina y el Brasil, tan grande y poderosa como ambos. No es muy difícil de entender, es simplemente mirar el mapa y saberlo, es saber además que ninguna frontera artificial puede dividir un pueblo de modo gracioso
Andrés de Santa Cruz, 1839

Aunque formalmente establecida el 1 de mayo de 1837 con el Pacto de Tacna, la Confederación existió de facto desde el 28 de octubre de 1836 tras la finalización de la guerra entre Salaverry y Santa Cruz, hasta su disolución en 1839, proclamada por el general Agustín Gamarra, presidente restaurador peruano. Gamarra, junto a peruanos y bolivianos contrarios al proyecto de Santa Cruz, y con el apoyo de los gobiernos de Chile y de la Confederación Argentina, declaró la guerra contra la Confederación Perú-Boliviana. El Ejército Unido Restaurador del Perú, conformado por el Ejército de Chile y el Ejército Restaurador del Perú, bajo los mandos del general chileno Manuel Bulnes y del mariscal Agustín Gamarra, derrotó al Ejército Confederado Perú-Boliviano, conformado por el Ejército de Bolivia y el Ejército del Perú, en la batalla de Yungay el 20 de enero de 1839.

## Historia
A inicios del siglo XIX, Simón Bolívar postuló la idea de la creación de una gran nación, coincidiendo con Andrés de Santa Cruz, quien pensó en unir en un solo país a Perú y a Bolivia, esta última conocida coloquialmente como Alto Perú. La idea de unir ambos países era el sentir general de varios líderes políticos influyentes en el Perú (Francisco Xavier de Luna Pizarro, José María Pando, Manuel Lorenzo de Vidaurre, Agustín Gamarra, etc.), tratando de reintegrar a los dos Perú («Alto» y «Bajo»), existiendo solo discrepancias en la forma de la «unión»: confederación o fusión. 
Hacia 1835, intrigas políticas provocaron levantamientos y divisiones en el Perú, imperando el caos. Para refrenar los intentos revolucionarios del mariscal Agustín Gamarra en el sur, el presidente Luis José de Orbegoso se dirigió al Cuzco. En su ausencia, el sargento Pedro Becerra se amotinó en el Callao en la madrugada del 1 de enero de 1835, apoderándose del Castillo del Real Felipe. La insurrección fue sofocada a los pocos días por el general de división Felipe Santiago Salaverry, proclamándose jefe supremo de la República. Así, el 23 de febrero de 1835 en el Perú, siendo presidente constitucional Luis José de Orbegoso, Felipe Santiago Salaverry tomó a la fuerza el control del país, si bien es cierto que Orbegoso quedó con el control del sur del país.
Siguieron meses de incertidumbre y zozobra que culminaron en el pacto que celebraron Luis José de Orbegoso y el presidente de Bolivia, general Andrés de Santa Cruz, para unir las dos repúblicas en una confederación. Buscando consolidar su gobierno, el golpista Salaverry marchó al sur para combatir a Santa Cruz, que al frente de un numeroso ejército, a solicitud de Orbegoso, había cruzado la frontera peruano-boliviana.

Se libraron grandes batallas: Gramadal, Puente de Arequipa, Uchumayo, con resultados favorables a Salaverry, pero, el 7 de febrero de 1836, en la decisiva batalla de Socabaya, en las inmediaciones de Arequipa, triunfó Santa Cruz. Salaverry, derrotado, fue sometido a consejo de guerra y condenado a muerte por insubordinación al presidente constitucional. Así, luego de la batalla de Socabaya, se estableció la Confederación Perú-Boliviana, de la que Santa Cruz fue protector con amplios poderes, instando en la reorganización del país, mediante la creación de una confederación formada por la República de Bolivia, y por dos nuevos estados surgidos de la República del Perú, el Estado Nor-Peruano y el Estado Sud-Peruano.

### Conformación
Se procedió al establecimiento de sendos congresos constituyentes en cada uno de los tres estados fundacionales de la confederación, en las ciudades de Huaura (Nor-Perú), Sicuani (Sur-Perú) y Tapacarí (Bolivia). En forma inmediata, los representantes de los tres estados se comprometieron a celebrar a la brevedad el pacto de unión de la Confederación Perú-Boliviana.

#### Estado Sur-Peruano
La Asamblea de Sicuani, se estableció con fecha 16 de marzo de 1836, habiéndose convocado a la misma a diputados de los departamentos de Arequipa, Ayacucho, Cuzco y Puno, quienes, con fecha 17 de marzo de 1836, declararon solemnemente la independencia del Estado Sud-Peruano. En esa misma asamblea se procedió a la creación de los símbolos patrios (bandera y escudo nacional). Se decidió que la capital del estado sería Tacna y se nombró a Andrés de Santa Cruz como "Protector del Estado Sur Peruano".

#### Estado Nor-Peruano
La Asamblea de Huaura, se establece el 3 de agosto de 1836, convocando a diputados de Amazonas, Junín, La Libertad y Lima. El 6 de agosto aprueban da la constitución del Estado Nor-Peruano, la cual es promulgada el 11 de agosto por el entonces presidente de la República Peruana,  Luis José de Orbegoso, nombrando a Andrés de Santa Cruz como "Supremo Protector del Estado Nor Peruano". Habiéndose otorgado el poder político a Santa Cruz, tanto del Sur como del Norte del Perú, una comisión de la Asamblea de Huaura se constituyó en Lima para tomarle juramento. Santa Cruz, que había esperado en Tarma mientras debatía la Asamblea, entró triunfalmente a Lima en 1836, asumiendo el mando como Supremo Protector de los Estados Sud y Nor Peruanos.

#### Estado Boliviano
En el caso de Bolivia, anteriormente se había celebrado el 21 de junio de 1836, una sesión especial del Congreso de Tapacarí, que autorizó a Santa Cruz a completar el proyecto de confederación al cual Bolivia ya se había adherido con la Ley del 22 de julio de 1835. Asimismo solicitó la autorización para usar el título de supremo protector de los Estados Sud y Nor Peruanos, que le había otorgado la Asamblea de Sicuani y la de Huaura. El Congreso accedió a su pedido y le autorizó para nombrar a los integrantes de un Congreso de plenipotenciarios peruanos y bolivianos, cuya sede sería elegida por el mismo Santa Cruz, en donde se fijarían las bases administrativas de la Confederación. Asimismo se designó al Dr. Mariano Enrique Calvo como vicepresidente de Santa Cruz en Bolivia, quien más tarde asumiría la administración interina de Bolivia como encargado del Poder Ejecutivo en ausencia de Santa Cruz.

#### Establecimiento de la Confederación
Provisto pues, de todos los elementos legales que le otorgaron las asambleas de los tres estados (Nor-Perú, Sur-Perú y Bolivia), Santa Cruz decretó establecida la Confederación Perú-Boliviana, por decreto dado en Lima el 28 de octubre de 1836.
En 1836, a inicios de la creación de la Confederación Perú-Boliviana, Bernardo O'Higgins se encontraba en Lima. El 20 de diciembre de 1836 envió una carta a San Martín manifestándole una favorable impresión sobre Santa Cruz. O'Higgins defendió el derecho de integrarse como una sola nación el Alto Perú y el Bajo Perú, adhiriéndose al integracionismo de Santa Cruz. De igual manera estuvo en contra de la política belicista de Diego Portales.
El 18 de abril de 1837 se inauguró el Congreso de Tacna, con la presencia de los nueve delegados. Estos firmaron sin discusión el documento denominado «Ley fundamental de la Confederación Perú-Boliviana», conocido desde entonces como el «Pacto de Tacna» y por el cual se ratificó la Confederación de los tres Estados, así como dejaron establecidas sus bases políticas el 1 de mayo de 1837.
Es así que el 9 de mayo de 1837 la Confederación fue oficialmente promulgada por los representantes de las tres regiones en el Congreso de Tacna. Ese mismo día, Santa Cruz tomó el poder como Supremo Protector de la Confederación Perú-Boliviana, quedando Orbegoso como presidente del Estado Nor-Peruano.

### Inestabilidad política y guerras
Al igual que Orbegoso, Santa Cruz también tenía bastantes opositores y enemigos nacidos en los frecuentes enfrentamientos caudillescos de los primeros años de la historia republicana del Perú. Entre esos enemigos se encontraban poderosos personajes como Agustín Gamarra y Ramón Castilla, quienes a la sazón fueron desterrados y coincidieron en Chile.

#### Primera expedición del Ejército Restaurador
Los peruanos contrarios a Santa Cruz, con la intervención del ministro Portales de Chile, arrastraron a esa nación a una guerra contra la confederación por defender sus intereses económicos en el puerto de Valparaíso.
El gobierno de Chile consideraba que la creación de la Confederación significaba una clara amenaza y una muestra de las intenciones expansionistas de Santa Cruz. Al poco tiempo, Chile declaró la guerra a la Confederación y formó, junto con tropas peruanas contrarias a Santa Cruz, el Ejército Restaurador cuyo objetivo era destruir la confederación. Este ejército invadió territorio del Estado Sur Peruano, sin embargo tuvo rechazo de la población local. El ejército confederado maniobró hasta ocupar posiciones favorables en el alto de Paucarpata que Santa Cruz calificó como el balcón de Arequipa. Inmediatamente ordenó a las tropas que se movilizaran para un posible combate ante el posicionamiento de los restauradores pero al no realizarse combate alguno, Santa Cruz hizo que pasase rancho a las tropas y se establecieran partidas de vigilancia en diversos puntos, luego Santa Cruz envió una nota a Manuel Blanco Encalada proponiendo el inicio de las conversaciones de paz, lo que este aceptó solicitando garantías para sus tropas y para Chile, de esta forma celebraron el 17 de noviembre de 1837, el Tratado de Paucarpata.

#### Guerra contra la Confederación Argentina
El 19 de mayo de 1837, el encargado del manejo de las relaciones exteriores de la Confederación Argentina y gobernador de la Provincia de Buenos Aires, Juan Manuel de Rosas, declaró la guerra a la Confederación Perú-Boliviana, tanto por la Cuestión de Tarija como por el apoyo de Andrés de Santa Cruz al Partido Unitario Argentino. 
Las operaciones comenzaron en agosto de 1837 cuando tropas confederadas peruano-bolivianas invadieron la mayor parte de la Provincia de Jujuy, la Puna de Jujuy y el norte de la Provincia de Salta. Continuando con una serie de combates y escaramuzas entre ambas fuerzas todos ellos sin resultados concluyentes. En mayo y junio de 1838 el ejército confederado derrotó a las tropas de Rosas en una serie de encuentros menores siendo el más importante el Combate de Montenegro o Combate de la Cuesta de Coyambuyo, que provocó en la práctica la retirada argentina de la contienda que a partir de entonces mantuvo una postura defensiva.
En 1838, Santa Cruz anexó a Bolivia parte del territorio argentino de Salta y Jujuy, en el que se hallan las poblaciones de Santa Catalina, Yavi, Santa Victoria, Cangrejillos, Pueso, Abra Pampa, Cochinoca, Pastos Chicos, y otras. Lo puso bajo dependencia del Departamento de Tarija

#### Segunda expedición restauradora y secesión del Nor-Perú
El 1837 el Ejército Unido Restaurador al mando de Manuel Bulnes Prieto, partió de Chile buscando destituir a Santa Cruz, lograr la independencia del Perú restituyendo la república al estado anterior de la confederación.
Durante la segunda expedición restauradora, el presidente del Estado Nor-Peruano Luis José de Orbegoso  declaró la independencia del Estado Nor-Peruano, provocando la primera secesión importante contra la Confederación Perú-Boliviana, Santa Cruz logró mantener al estado rebelde como una república autónoma al ponerlo en contra de los aliados restauradores, provocando la inminente invasión del norte confederado.
Es así, que el 21 de agosto de 1838 tuvo lugar la Batalla de Portada de Guías, que permitió la ocupación de Lima por el ejército restaurador, comandado por Bulnes.
A este primer éxito bélico de los restauradores le sucedieron en enero de 1839 el Combate naval de Casma, ocasión en que corsarios franceses comandados por el capitán Blanchet y que luchaban por la Confederación fueron derrotados por la Armada de Chile, guiada por el capitán Roberto Simpson. Posteriormente, el ejército de Santa Cruz fue completamente derrotado por el Ejército Restaurador en la Batalla de Yungay, el 20 de enero de 1839. En esta lid, las tropas de la Confederación esperaban resistir la ofensiva enemiga parapetadas en el cerro Pan de Azúcar, finalmente sin éxito y con un alto costo en vidas humanas. El congreso reunido en Huancayo, el 15 de agosto de 1839, nombra presidente provisional del Perú al general Agustín Gamarra. El general chileno Manuel Bulnes fue nombrado Gran Mariscal de Ancash por el presidente peruano Agustín Gamarra.

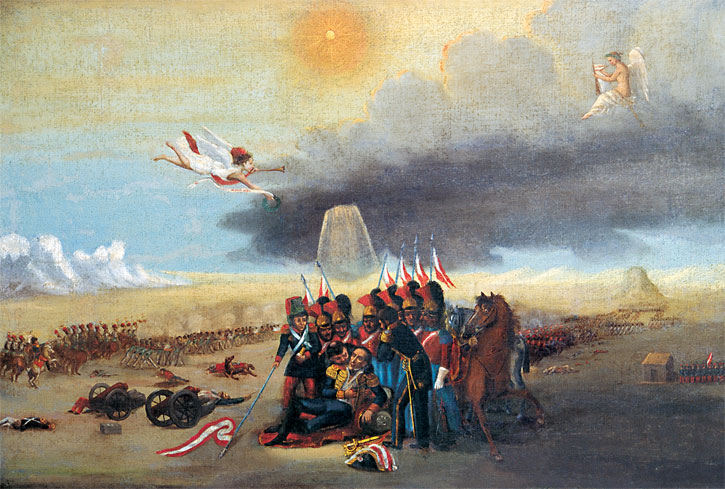
Muerte del Presidente Gamarra en la batalla de Ingavi (1845)

La derrota significó la desintegración de la Confederación y el exilio de Santa Cruz en Guayaquil, Ecuador. Sin embargo, Gamarra prosiguió con su proyecto de unificación y es así como sucede la Guerra entre Perú y Bolivia. La derrota del ejército de Gamarra en la batalla de Ingavi en 1841 hizo que las tropas bolivianas del general José Ballivián ocuparan el territorio peruano hasta Tarapacá. No obstante, al no contar los bolivianos con tropas suficientes para poder mantener una ocupación prolongada y tras sufrir varias derrotas, ambos contendientes se avinieron a firmar una paz en 1842, previa mediación del ministro Plenipotenciario peruano José Antonio de Lavalle.
El 25 de agosto de 1839, Agustín Gamarra tomó el Gobierno del Perú, declaró el fin de la Confederación Perú-Boliviana y la extinción de los estados Nor y Sur Peruanos mediante el retorno a su unidad en la República Peruana.

#### Conspiración y restauración de la República de Bolivia
Tras la derrota en Yungay, Andrés de Santa Cruz se retiró hacia Lima para reorganizar sus fuerzas y preparar la defensa en el Callao, puesto que para Santa Cruz se había perdido la batalla pero no la guerra, pues aún contaba con fuerzas militares y mucho apoyo en el Sur del Perú. Tras ello el Protector se retiró hacia Arequipa donde encontró que los sentimientos populares estaban decididos a dar batalla al ejército chileno, justo cuando se preparaba para dirigirse a Puno donde iba a asumir el mando del Ejército del Centro, un mensajero le aviso que el Ejército Boliviano al mando de José Ballivian que se encontraba acantonado en Puno y La Paz se había sublevado en su contra.

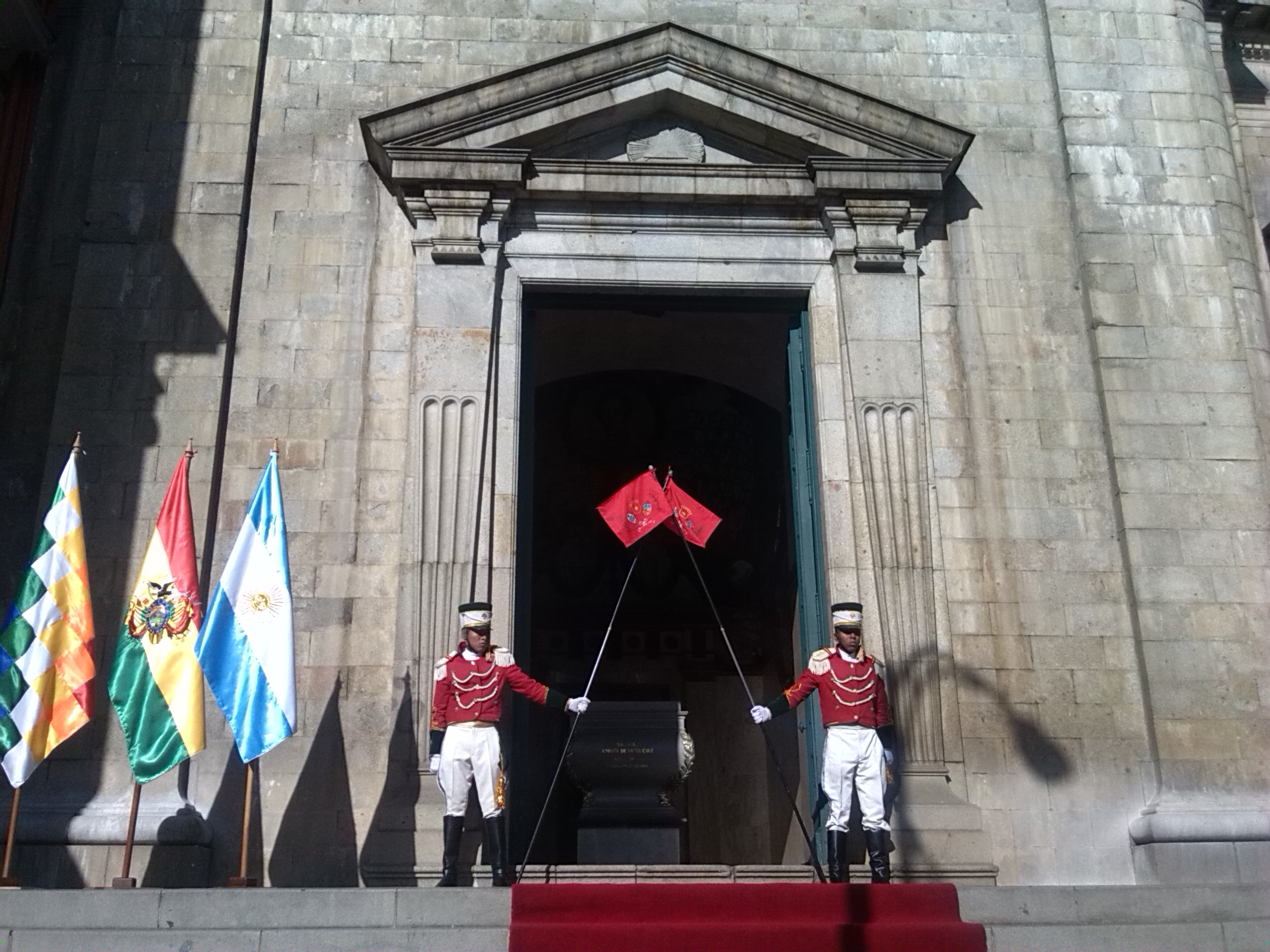
Vista de la Catedral Metropolitana ubicada en pleno centro histórico de la ciudad de La Paz que actualmente alberga la tumba donde descansan los restos mortales del Gran Mariscal de Zepita Andrés de Santa Cruz y Calahumana, los cuales fueron repatriados desde Francia hasta Bolivia (después de 100 años de su muerte ocurrida en 1865), siendo en la actualidad celosamente custodiado y vigilado durante todos los días por una "Guardia de Honor" desde 1965, compuesta por soldados del Ejército de Bolivia que al igual que el Gobierno de Bolivia también le rinden el respectivo reconocimiento y homenaje oficial, portando la bandera de la Confederación Perú-Boliviana.

El 9 de febrero de 1839, en Tupiza, José de Velasco se sublevó contra el gobierno del Protector, curiosamente no fue ante una respuesta a la batalla de Yungay, puesto que se sublevo días antes de recibir la noticia de la derrota en Yungay, Velasco justificó el golpe de Estado al Protector alegando que la población boliviana repudiaba la Confederación. El general José Ballivian, apoyo el golpe de Velasco con las fuerzas bolivianas acantonadas en Puno y Vilque, al parecer había estado conspirando junto al gobierno chileno durante más de un año atrás para derrocar a Santa Cruz y destruir la Confederación, inmediatamente en varias ciudades en Bolivia se empezó a proclamar como presidente de Bolivia a Velasco y a Ballivian como su Vicepresidente. Velasco asumió formalmente como presidente el 22 de febrero de 1839.
El 26 de octubre de 1839, Velasco declara oficialmente la disolución de la Cofederación Perú-Boliviana, y la independencia de Bolivia.

### Postrimerías de la disolución

#### Guerra de Iquicha
En marzo de 1839 un grupo de campesinos que defendían la permanencia de la Confederación, liderados por Antonio Huachaca y Tadeo Choque, se alzan armas contra el ejército restaurador, y ponen bajo asedio a Huanta, infructuosamente. Finalmente cansados del conflicto, tras varios enfrentamientos, se firma el Tratado de Yanallay el 15 de noviembre, entre el prefecto de Ayacucho, coronel Manuel Lopera, y Tadeo Choque (o Chocce). Los iquichanos deciden reconocer y someterse al Estado peruano. Huachaca se niega a participar de ese acuerdo y se retira a las selvas del Apurímac, donde muere en 1848. Con el tiempo, el nombre de «iquichano» se convirtió en símbolo de orgullo colectivo para los habitantes de la región. De hecho, en 1838, las autoridades usaban la expresión «republiqueta de Iquicha» para referirse a los territorios bajo dominio de Huachaca.

#### Guerra Peruano-Boliviana
Cabe señalar que Gamarra no fue ajeno a la idea de Santa Cruz de crear una gran nación andina, pero en su plan esta idea no se podía realizar mediante una Confederación en la que claramente era Bolivia la que llevaba el papel predominante. Al contrario, Gamarra, cusqueño de nacimiento, pensaba que el territorio boliviano pertenecía al Perú, basándose en la idea de que antes de la creación de la República de Bolivia, el alto Perú y el bajo Perú habían sido una sola nación desde las épocas del Tahuantinsuyo y así debían continuar. El mariscal Gamarra apoyaba firmemente la fusión y no la confederación. Es por ello que a partir de ese momento se inició la Guerra entre Perú y Bolivia mediante la cual el mariscal pensaba anexar todo el territorio de esa república. Sin embargo, Gamarra falleció en la batalla de Ingavi cuando invadió Bolivia.

## Gobierno

### Protector de la Confederación Perú-Boliviana

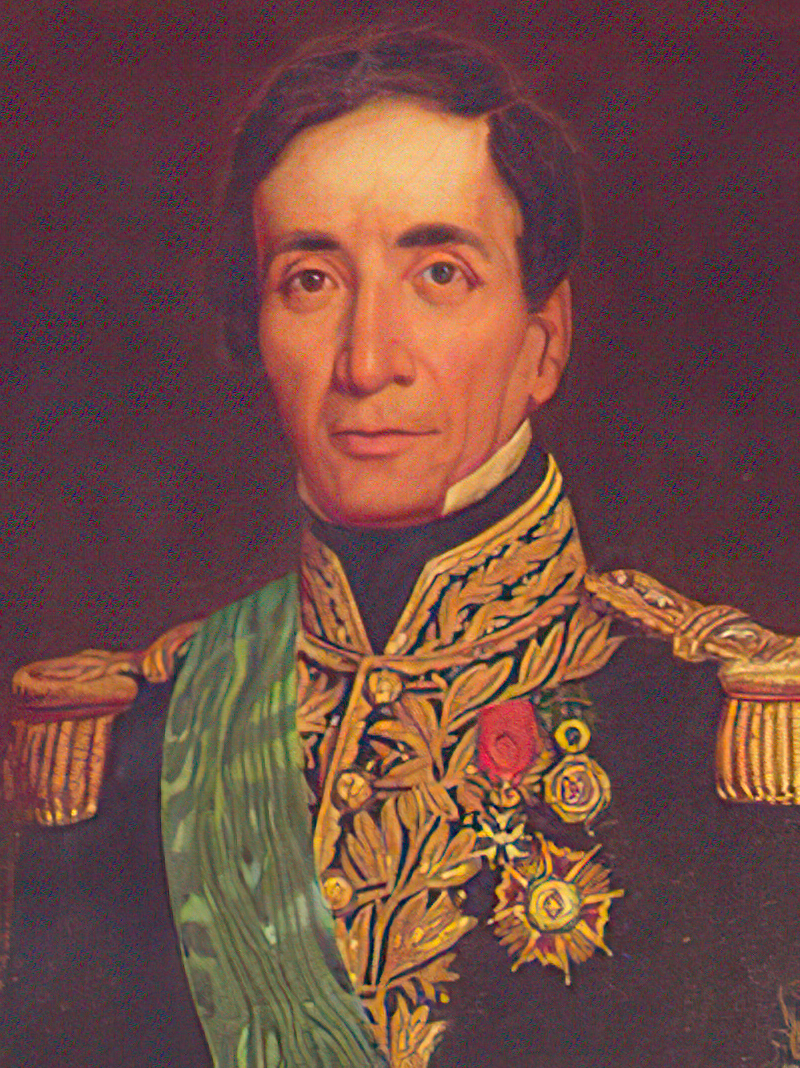
Andrés de Santa Cruz, Protector de la Confederación Perú-Boliviana.

El Supremo Protector de la Confederación Perú-Boliviana fue el título que adoptó el mariscal Andrés de Santa Cruz cuando asumió 1836 formalmente el gobierno de la Confederación, según lo estipulado en el Pacto de Tacna, firmado el 1 de mayo de 1837.
- Su período de gobierno se fijó en 10 años, pudiendo ser reelegido, siempre en cuando no fuera destituido en el ínterin por el Senado.
- De él dependían las aduanas generales y la administración general de correos, así como todos los nombramientos diplomáticos, militares y navales.
- Era Generalísimo del Ejército Unido y la Armada de la Confederación.
- Ejercía el poder ejecutivo del estado en el cual se hallase, en conformidad con sus leyes propias.
- Nombraba y removía a los ministros de Estado y a los demás empleados públicos, pudiendo crear nuevos ministerios.
- Elegía a los presidentes de los estados confederados, a los senadores del Congreso General y a los ministros de las tres cortes supremas de entre los propuestos en terna por sus respectivos senados.
- Presentaba a la silla apostólica a los arzobispos y obispos de las tres repúblicas.
- Podía disolver el Congreso General, cuando manifiestamente se apoderó de las cámaras un espíritu de desorden que amenazara la paz interior de la confederación.
- En caso de ausencia, enfermedad o muerte, le debía reemplazar el Consejo de Ministros, presidido por la persona que él mismo designase o caso contrario, por el más antiguo de los ministros.

#### Gobernantes de la Confederación
| Gobierno titular | Gobierno interino encargado | Gobierno autoproclamado |

| Gobierno | Gobernante | Gobernante                                      | Origen                                          | Designación                                                                                               | Inauguración                                    | Culminación                                      |
| Protectorado de la Confederación Perú-Boliviana | Protectorado de la Confederación Perú-Boliviana | Protectorado de la Confederación Perú-Boliviana | Protectorado de la Confederación Perú-Boliviana | Protectorado de la Confederación Perú-Boliviana                                                           | Protectorado de la Confederación Perú-Boliviana | Protectorado de la Confederación Perú-Boliviana  |
| --- | --- | ----------------------------------------------- | ----------------------------------------------- | --- | ----------------------------------------------- | ------------------------------------------------ |
| Jefe Superior del Ejército Unido | | Andrés de Santa Cruz y Calahumana               | La Paz                                          | Intervención Militar en el Perú (Designado por Luis José Orbegoso, como Jefe Superior del Ejército Unido) | 7 feb. 1836 en Socabaya                         | 28 oct. 1836 Establecimiento de la Confederación |
| Jefe Superior del Ejército Unido | Cambios jurídicos en el mando: - 17 mar. 1836: La Asamblea de Sicuani, promulga la Constitución del Estado Sud-Peruano, en la que se nombra a Santa Cruz como Protector del Sud Perú. - 6 ago. 1836: La Asamblea de Huaura, da la Constitución del Estado Nor-Peruano, en la que se nombra a Santa Cruz como Protector del Nor Perú. - 11 ago. 1836: El Presidente de la República Peruana (Orbegoso), promulga la Constitución del Estado Nor-Peruano. - 20 jun. 1836: El Congreso de Tapacarí da facultades a Santa Cruz para que pueda asumir el cargo de Presidente de Bolivia, y Protector del Sud Perú y Nor Perú, mientras es presidente de Bolivia simultáneamente. |                                                 |                                                 | |                                                 |                                                  |
| Protector de los Estados Sud y Nor Peruanos, Presidente de Bolivia (Jefe Superior del Ejército Unido y encargado de las Relaciones exteriores de los tres Estados) | | Andrés de Santa Cruz y Calahumana               | La Paz                                          | Establecimiento de la Confederación                                                                       | 28 oct. 1836 en Lima                            | 9 may. 1836 Juramentación como Supremo Protector |
| Protector de los Estados Sud y Nor Peruanos, Presidente de Bolivia (Jefe Superior del Ejército Unido y encargado de las Relaciones exteriores de los tres Estados) | Cambios jurídicos en el mando: - 28 oct. 1836: Santa Cruz decreta el Establecimiento de la Confederación Perú-Boliviana, asimismo convoca a un congreso de plenipotenciarios de las tres repúblicas, que se reunió en Tacna, con el fin discutir las bases de la estructura política de la Confederación. - 1 may. 1837: El Congreso de Tacna aprueba la Ley fundamental de la Confederación Perú-Boliviana, y nombra a Santa Cruz, como el Supremo Protector de la Confederación Perú-Boliviana. |                                                 |                                                 | |                                                 |                                                  |
| Supremo Protector de la Confederación Perú-Boliviana | | Andrés de Santa Cruz y Calahumana               | La Paz                                          | Congreso de Tacna (Protector de la Confederación Perú-Boliviana)                                          | 9 may. 1836 en Tacna                            | 24 ene. 1837 Ausencia                            |
| Supremo Protector de la Confederación Perú-Boliviana | Cambios jurídicos en el mando: - 9 may. 1837: Santa Cruz, promulga la Ley fundamental de la Confederación Perú-Boliviana, juramentando como Supremo Protector de la Confederación Perú-Boliviana, quedando Orbegoso como presidente del Estado Nor-Peruano. |                                                 |                                                 | |                                                 |                                                  |
| Encargado del Protectorado de la Confederación Perú-Boliviana | | Juan Pío de Tristán y Moscoso                   | Arequipa                                        | Designado por Santa Cruz (Presidente del Consejo de Ministros de la Confederación)                        | 24 ene. 1837 en Tacna                           | 10 abr. 1837 Transmite el mando                  |
| Supremo Protector de la Confederación Perú-Boliviana | | Andrés de Santa Cruz y Calahumana               | La Paz                                          | Recibe el mando del Presidente del Consejo de Ministros (Protector de la Confederación Perú-Boliviana)    | 10 abr. 1837 en Tacna                           | 20 feb. 1839 renuncia                            |
| Jefe Supremo | | José Antonio Navala Huachaca                    | Ayacucho                                        | Autoproclamado (General del Ejército Confederado)                                                         | mar. 1839 en Iquicha                            | nov. 1839 renuncia                               |
| Jefe Supremo | | Tadeo Choque                                    | Ayacucho                                        | Encargado (Comandante del Ejército Confederado)                                                           | nov. 1839 en Iquicha                            | nov. 1839 renuncia                               |
| Jefe Supremo | - 15 nov. 1839 firma del tratado de Yanallay con la República Peruana. |                                                 |                                                 | |                                                 |                                                  |

## Estructura política

### Estado confederado
El Estado confederal estaba conformado según la división de poderes:
- La jefatura del gobierno estaba a cargo del Protector.
- El poder ejecutivo general residía en el Protector, además jefe de Estado, de Gobierno y General de las fuerzas armadas, y en el Consejo de Ministros.
- El poder legislativo general residía en un congreso bicameral representativo.
- El poder judicial general, por su parte, residía en una corte superior a las Cortes Supremas de las repúblicas conformantes.

Las atribuciones del Estado confederal estaban expresadas en la Ley Fundamental. Todas las otras atribuciones estatales residían en los Estados miembros dentro de su jurisdicción.

### Estados miembros
La confederación estaba formada por tres estados: el Estado Nor-Peruano, el Estado Sud-Peruano y el Estado Boliviano.

#### Estado Nor-Peruano
El Estado Nor-Peruano comprendía los antiguos departamentos peruanos de La Libertad, Amazonas, Lima y Junín y su capital quedó establecida en la ciudad de Lima.
En 1836, se creó el departamento de Huaylas, desgajado del de Junín; también se creó la provincia autónoma Litoral de Callao.
Tuvo como presidentes a:
- Luis José de Orbegoso y Moncada (21 de agosto de 1837 - 11 de agosto de 1838)
- José de la Riva Agüero (11 de agosto de 1838 - 24 de enero de 1839).

La república norperuana heredó los símbolos oficiales de la República Peruana.

Bandera
Escudo

#### Estado Sur-Peruano
El Estado Sur-Peruano comprendió los antiguos departamentos peruanos de Arequipa, Cusco, Ayacucho y Puno. La capital quedó establecida en la ciudad de Tacna.
En 1837 se creó el Litoral, desgajado del de Arequipa con capital en Tacna.
Tuvo como presidentes a:
- Pío de Tristán (20 de enero de 1837 - 10 de abril de 1837).
- Ramón Herrera (17 de septiembre de 1837- 12 de octubre de 1838).
- Pío de Tristán (12 de octubre de 1838 - 23 de febrero de 1839).

La Asamblea de Sicuani decretó los símbolos del flamante estado confederal, consistentes en una bandera que fusionaba colores de las banderas boliviana y peruana y unas nuevas armas o emblema estadual.

Bandera
Escudo

#### Estado Boliviano
La República Boliviana se unió a la confederación como estado confederado, convirtiéndose en el Estado Boliviano. En el año de su unión, estaba dividido en los departamentos de Cochabamba, Chuquisaca, La Paz, Oruro, Potosí, Santa Cruz, Tarija y la provincia autónoma Litoral de Atacama; con su capital provisional en la ciudad de La Paz.
En 1838, se anexionó territorios de Salta y Jujuy, y se los puso en la jurisdicción de Tarija.
Tuvo como presidentes a:
- Andrés de Santa Cruz (28 de octubre de 1836-20 de febrero de 1839)
- Mariano Enrique Calvo (20 de febrero de 1839-22 de febrero de 1839)

Bolivia heredó los mismos símbolos de su periodo pre-confederal.

Bandera
Escudo

#### División administrativa de cada Estado
| Nor-Perú                                                         | Sur-Perú                                            | Bolivia                                                                                     | Administración especial |
| ---------------------------------------------------------------- | --------------------------------------------------- | ------------------------------------------------------------------------------------------- | ----------------------- |
| 1. Amazonas 2. Callao 3. Huaylas 4. Lima 5. Junín 6. La Libertad | 1. Arequipa 2. Ayacucho 3. Cusco 4. Litoral 5. Puno | 1. Atacama 2. Cochabamba 3. Chuquisaca 4. La Paz 5. Oruro 6. Potosí 7. Santa Cruz 8. Tarija | 1. Arica 2. Carhuaucran |

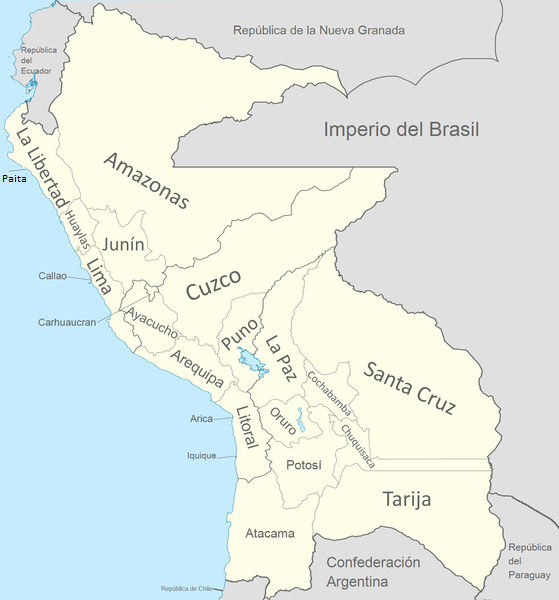
Mapa con las divisiones departamentales de cada estado, incluyendo pretensiones territoriales máximas.

El 20 de agosto de 1836, Santa Cruz, decreta la creación de la Provincia Litoral del Callao, con autonomía política en sus asuntos internos.
El 10 de octubre de 1836 se creó (o para ser más exactos, se recreó) el departamento de Huaylas, desgajado del de Junín y que años después cambiaría su nombre por el de Ancash.
Durante la Asamblea de Sicuani, se discutió el proyecto planteado por el diputado Vargas, de la creación con las provincias de Moquegua, Tacna y Tarapacá de un nuevo departamento denominado Departamento de Santa Cruz, proyecto que no prosperó.
Sin embargo, y con fecha 25 de abril de 1837, Andrés de Santa Cruz, Supremo Protector de la Confederación Perú-Boliviana firmó en la ciudad de Tacna el Decreto de Creación del Departamento del Litoral, conformado por las provincias de Tacna y Tarapacá, entonces pertenecientes al Departamento de Arequipa. Mediante el mismo decreto se designó como capital del departamento a Tacna.
Durante la existencia de la confederación hubo proyectos e intentos de desvincular al Departamento de La Paz del Estado Boliviano e integrarlo como un sexto departamento del Estado Sud-Peruano.
En 1838, tras la Guerra contra la Confederación Argentina, Santa Cruz anexó a Bolivia parte del territorio argentino de Salta y Jujuy, en el que se hallan las poblaciones de Santa Catalina, Yavi, Santa Victoria, Cangrejillos, Pueso, Abra Pampa, Cochinoca, Pastos Chicos, y otras. Las cuales puso bajo dependencia del Departamento de Tarija

### Regiones autónomas indígenas

#### Gobernación del Distrito de Carhuaucran
Iquicha se incorporó a la Confederación en 1836, como la Gobernación del Distrito de Carhuaucran, reconociendose el generalato y autoridad de Antonio Huachaca, siendo designado como juez de paz y gobernador del dicho territorio. 
La Confederación respetaba la heterogeneidad identitaria de los pueblos indígenas, respetaba su organización en repúblicas indígenas y sobre todo reconocía su lucha por defender sus formas de vida ancestrales, en contraste con el Proyecto Nacional-criollo homogeneizador que habían emprendido las élites costeñas desde la independencia del Perú.
Cuando los iquichanos se unieron formalmente al bando de la Confederación Perú-Boliviana, participaron activamente en las guerras de la Confederación entre 1836 y 1839.
En 1839 el general Huachaca, Jefe Supremo de Iquicha, tras enterarse de la derrota de sus superiores en la batalla de Yungay, prosigue con la defensa de su república contra el avance del Ejército Unido Restaurador del Perú, capitulando el 15 de noviembre de 1839 en Yanallay.

.

Bandera
Escudo

### Ejército
En su tiempo, el ejército de esta nación fue uno de los mejores existentes en América del Sur y América. Basó su estructura, instrucción y tácticas militares en el modelo napoleónico, como tantas otras naciones de aquella época.

## Límites
- Al norte con  Ecuador,  Nueva Granada y  Brasil.
- Al este con  Brasil y  Paraguay.
- Al sur con  Chile,  Argentina y  Paraguay.
- Al oeste con  Ecuador y el océano Pacífico.